# Jenny Meyer

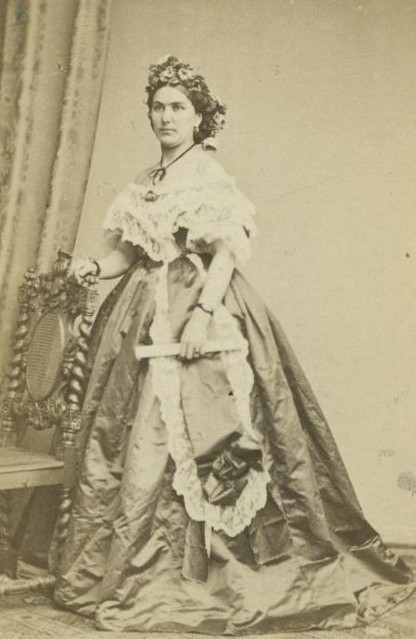
Jenny Meyer (um 1860)

Jenny Meyer (* 26. März 1834 in Berlin; † 20. Juli 1894 ebenda) war eine deutsche Sängerin (Alt/Mezzosopran) und Musikpädagogin sowie von 1888 bis 1894 Direktorin des Stern’schen Konservatoriums in Berlin.

## Leben
Jenny Meyer wurde als Tochter des Kaufmanns Itzig Wolff Meyer und seiner Ehefrau Wilhelmine, geb. Herrmann geboren. Ab 1854 erhielt sie eine Gesangsausbildung bei Julius Stern, der seit 1852 mit ihrer älteren Schwester Elisabeth (1831–1919) verheiratet war. Sie debütierte 1855 in dem Oratorium Luther des Komponisten Julius Schneider und war 1856 zum ersten Mal als Solistin im Gewandhaus in Leipzig zu hören. Es folgten ab 1857 Auftritte unter anderem in Weimar, Hannover, Köln (Gürzenich)  und Hamburg. Sie gastierte auch in Paris und trat 1859 in London mehrere Male in Hofkonzerten vor Königin Victoria auf.
1865 begann Jenny Meyer eine Tätigkeit als Gesangslehrerin am Stern’schen Konservatorium in Berlin, wo sie u. a. die spätere Opernsängerin und Gesangslehrerin Johanna Richter unterrichtete. Von 1880 bis 1888 teilte sie sich die Direktion des Stern’schen Konservatoriums mit Robert Radecke. Ab 1888 war sie alleinige Eigentümerin und Direktorin des Konservatoriums und führte dieses bis zu ihrem Tod.
Im Oktober 1890 stellte ihre Schwester Anna Meyer an Kaiser und König den Antrag auf „Verleihung des Titels Professorin“ an Jenny Meyer. Kultusminister Gustav von Goßler wies ihn damit zurück, „daß es in der preußischen Verwaltung bisher nicht üblich gewesen ist, eine weibliche Person durch den Professortitel auszuzeichnen“; er bemerkte aber, dass Jenny Meyer „als tüchtige Lehrerin bekannt ist.“
In Berlin lebte Jenny Meyer zuletzt in der Wilhelmstraße 20 (auf Höhe der Hedemannstraße). Sie wurde zusammen mit ihrer Schwester Anna (* ca. 1839; † 1920) auf dem Jüdischen Friedhof Berlin-Weißensee begraben.